# Adler Favorit
Adler Favorit — легковой автомобиль спроектированный в начале 1929 г. во Франкфурте компанией Adler. Это был внушительный «лимузин» (седан) с четырёхцилиндровым двигателем созданный по образцу модели Standard 6, который впервые появился на публике в октябре 1926 года. Две модели имели одинаковую (до 1933 года) колесную базу размером 2840 мм (112 дюймов), но Favorit был оснащен меньшим 4-цилиндровым двигателем объёмом 1943 см³, максимальная выходная мощность которого составляла 35 л. с. (26 кВт). Для обеих машин, был доступен ряд альтернативных вариантов кузова.
Favorit с задним приводом, выпускавшийся до 1933 года, также иногда назывался Adler 8/35 PS, следуя традиционным стилям номенклатуры, в которой цифра «8» означала налоговую мощность автомобиля, а число «35» — фактическую мощность в лошадиных силах. Немецкое финансовое управление фактически в 1928 году заменило «налоговую мощность» на «налоговую мощность двигателя» в качестве определяющего фактора суммы ежегодного автомобильного налога, которым будет обременен владелец автомобиля. Из-за упрощения округления, применяемого Финансовым управлением Германии при преобразовании фактических размеров объёма цилиндров в «Налоговый объём двигателя», автомобили этого периода иногда указывают их фактический объём двигателя, который в случае Favorit составлял 1943 см³, а иногда и их «налоговый объём двигателя» размер которого в данном случае составил всего 1 930 куб.
Четырёхцилиндровый «Adler Favorit» производился с 1929 по 1933 год. К концу производства было продано 13 959 автомобилей.

## Новые кузова в 1933 году
Большой новостью на Берлинском автосалоне в феврале 1933 года, стало появление совершенно нового, гораздо более обтекаемого кузова для моделей Standard 6 и Favorit. На Favorit был установлен новый двигатель, с новым карбюратором, который стал выдавать максимальную мощность в 40 л. с. (29 кВт). Машины 1933 года имели сниженную раму кузова и независимую подвеску спереди. Внимание также было сосредоточено на новой четырёхступенчатой трансмиссии ZF и стандартном цельностальном кузове, который, как и прежде, поставлялся компанией Ambi-Budd находящиеся в Берлине.
Тем не менее, в 1933 году автомобильный рынок все ещё находился в депрессивном состоянии, поскольку экономика продолжала испытывать потрясения после краха фондового рынка 1929 года, и новый автомобиль Favorit нашел только 274 покупателя.
Модернизированный Favorit был исключен из модельного ряда Adler через год, в то время как более крупная модель Standard 6 получила дальнейшую серьёзную модернизацию двигателя и новое имя в 1934 году, вновь появившись как Adler Diplomat.